# Стара-Планина
Ста́ра-Планина́ (болг. Ста́ра планина́, серб. Стара планина — от «планина» — гора, цепь гор и «стара» — первый, главный, наибольший), ранее — Балка́ны, Балка́нские го́ры — крупнейшая горная система в Болгарии, пересекающая всю страну (западные отроги также на территории Сербии).
Данный хребет пересекает Болгарию с запада на восток, разделяя её на Северную и Южную Болгарию. Согласно болгарской исторической терминологии: Стара-Планина отделяет Мёзию (Северную Болгарию) от Фракии и Македонии. Протяжённость хребта — около 560 км, ширина — 50 км, высочайшая вершина — гора Ботев (2376 м).
Балканы являются естественным продолжением Южных Карпат, пересечённых рекой Дунай у Железных Ворот. Эти горы стали основой географических названий «Балканский полуостров» и «Балканы».
Территория этой горной страны изучалась с конца 1970-х годов XX века советскими и болгарскими географами в ходе совместного проекта по сравнительному изучению территории Стара-Планины и Кавказа, которым руководили директор Института географии АН СССР И. П. Герасимов и директор Института географии Болгарской академии наук Ж. С. Гылыбов.

## Название
В античное время горная цепь называлась Гемом, Эмом (др.-греч. Αἶμος, лат. Haemus, у Иордана Hemus и Emus), иногда называлась Гемимонтом (Haemimontium, у Иордана Emimontium). По Овидию в горы в наказание богами был превращён мифологический царь Фракии Гем.
Название «Балкан» в переводе с турецкого означает «цепь лесистых гор».
В болгарском и сербском языках горы известны как Стара планина (произносится по-болгарски как [ˈstarɐ pɫɐniˈna] и по-сербски как [stâːraː planǐna]), буквальное значение которого — «старая или главная гора».

## Геология
Стара-Планина сложена преимущественно кристаллическими сланцами и гранитами палеозоя и докембрия, а также мезозойскими известняками, песчаниками, карстом, конгломератами, флишем. Состоит из параллельных хребтов со сглаженными вершинными поверхностями. В восточном направлении происходит постепенное понижение.

## Основные перевалы
- Петроханский перевал[англ.]
- Ущелье реки Искыр
- Чурекский перевал
- Шипкинский перевал
- Република[англ.]
- Витиня[болг.]
- Вратник[англ.]
- Вербишский перевал[болг.]
- Дюлинский перевал[болг.]
- Троянский перевал (Беклемето)

## Рельеф
Относительно пологие северные склоны Стара-Планины переходят в предгорья (Предбалканы), понижающиеся к Нижнедунайской низменности; южные склоны обычно обрывистые.

## Гидрография
Стару-Планину пересекают долины прорыва рек Искыр (на западе) и Луда-Камчия (на востоке).
Здесь берут своё начало и текут на север к Дунаю реки Тимок, Лом, Огоста, Вит, Осым.

## Карстовые пещеры
В Балканских горах развит карст, особенно в западной части. Ниже представлены самые крупные и знаменитые пещеры:
- Магура с наскальными рисунками
- Сыева-Дупка
- Леденика и другие.

### Полезные ископаемые
Месторождения медных, свинцово-цинковых и железных руд, каменного и бурого угля.

## Климат
Стара-Планина — важный климатораздел между Северной и Южной Болгарией; в гребневой части выпадает 800—1100 мм осадков в год и горы в течение нескольких месяцев покрыты снегом.

## Флора и фауна
Северные, более влажные склоны до высоты 1700—1800 м покрыты лесами из дуба, бука, граба, а также хвойных пород — сосна. Вершины заняты лугами (полонинами). В восточной части гор — густые лиственные леса с вечнозелёным подлеском и лианами.

## Районирование
Стара-Планина делится на три части:
- За́падная Ста́ра-Планина́,[15] имеющая преимущественно юго-восточное простирание. Она начинается у границы с Сербией, а заканчивается у Златишского перевала, близ самой высокой вершины Миджур (2168 м.).
- Сре́дняя Ста́ра-Планина́,[16] наиболее высокая и чётко обособленная. Она начинается у Златишского перевала, а заканчивается восточнее перевала Вратник (Железни-Врата). Это самый высокий, самый красивый и самый посещаемый участок Стара-Планины. Здесь находятся высочайшие балканские вершины — Ботев (2376 м), Вежен (2198 м), Левски (Амбарица, 2166 м), Алеко (Купена, 2169 м), Триглав (2276 м).
- Восто́чная Ста́ра-Планина́[17] (Ма́лые Балка́ны[18]), пониженная («менее альпийская») и разветвляющаяся на отдельные отроги. Один из последних (вместе с окружающими долинами) представляет собой уникальный природно-географический район Рог Старой Планины. Мыс Эмине — восточную оконечность хребта можно назвать остриём Рога Старой Планины.

## История
Впервые название Стара-Планина зафиксировано в 1533 году. Северные склоны Стара-Планины богаты памятниками эпохи Болгарского национального освобождения (Памятник свободы и др.). Здесь расположен национальный парк Стенето.

## Рекреационное хозяйство и туризм
В Балканских горах имеются многочисленные минеральные источники, на базе которых работают курорты (Выршец, Рибарица, Тетевен и др.). На склонах располагается ряд монастырей (Сокольский монастырь, Кремиковский монастырь и др.).